# 簡·凱瑟琳·恩吉拉
簡·凱瑟琳·恩吉拉（英語：Jane Catherine Ngila，1961年—）是約翰尼斯堡大學化學科學系主任，她的研究重點在於應用奈米技術進行水質淨化。她現任非洲科学院代理執行長，並為南非科學院院士之一。

## 職涯
恩吉拉於1986年在肯亞奈洛比的肯雅塔大学獲得學士學位，1992年取得化学碩士。後他獲得澳洲政府頒發的 AIDAB/EMSS 獎學金資助於澳洲深造。1996年，她在澳洲新南威爾斯大學取得分析與環境化學博士學位。
恩吉拉於1989年開始在肯雅塔大學化學系擔任助教，並於1996年升任講師。後在1998至2006年間任教於博茨瓦纳大学，接著在2006至11年期間擔任夸祖鲁-纳塔尔大学的高級講師，並於2011年起擔任約翰尼斯堡大學應用化學教授。她也曾擔任肯亞石油管線公司旗下莫倫達石油與天然氣學院（MIOG）副主任。

## 研究
恩吉拉的研究聚焦於利用化學樹脂與其他吸附剂進行水質淨化。她已發表或合著超過150篇學術論文與綜述文章，目前的H指数為23。

## 榮譽
- 南非最佳女科學家（2016）[7]
- 非洲聯盟夸梅·恩克魯瑪科學卓越獎（2017）[7]
- 世界傑出女科學家成就獎（2021）

## 外部連結
- 由Google学术搜索索引的簡·凱瑟琳·恩吉拉出版物
- 簡·凱瑟琳·恩吉拉在ResearchGate上发表的出版物